# Chorigyne cylindrica
Chorigyne cylindrica är en enhjärtbladig växtart som beskrevs av R.Erikss. Chorigyne cylindrica ingår i släktet Chorigyne och familjen Cyclanthaceae. Inga underarter finns listade.